# Julien Brouillette
Julien Brouillette (* 5. prosince 1986 v St-Espirit, Québec) je bývalý kanadský hokejový obránce.

## Hráčská kariéra
V sezóně 2003/04 poprvé nastoupil za juniorský tým Chicoutimi Sagueneens, který hrával v lize QMJHL. Za klub odehrál čtyři sezóny, ve které si čtyři krát zahrál v playoff. Nejdále se s týmem dostal v playoff, v ročnících 2003/04 a 2004/05, kde dokráčeli do semifinále. V posledním ročníku byl v klubu Chicoutimi Sagueneens jmenován alternativním hráčem.
V létě 2007 podepsal svou první profesionální smlouvu s klubem Columbia Inferno jako nedraftovaný hráč. První sezónu v seniorském hokeji odehrál za klub Inferno celkem osmdesát zápasů v nichž nasbíral dvacet jedna bodů. Po sezóně zůstal v lize ECHL ale změnil své působiště, nastupoval za Charlotte Checkers. Za Checkers odehrál celou sezónu 2008/09 a v následující sezóně opět začínal v klubu Checkers, kde hrával do 18. prosince 2009, kdy si ho vyžádal klub Providence Bruins hrající v lize AHL. Za Providence Bruins odehrál však tři zápasy, poté byl opět poslán zpět Checkersu. V Checkersu nezůstal dlouho a na konci ledna 2010 si ho klub Hartford Wolf Pack povolal na dva zápasy. Po dvou odehraných zápasech byl opět přidělen do Checkersu, kde strávil necelý měsíc. Konci února 2010 ho klub Hartford Wolf Pack definitivně povolal a vybojoval si místo v sestavě.
Před sezónou 2010/11 se dohodl na smlouvě s klubem Greenville Road Warriors hrající v lize ECHL. V Greenville Road Warriors začal nový ročník ligy, kde odehrál dvanáct zápasů, poté byl 17. listopadu 2010 pozván na zkoušku do týmu Charlotte Checkers. Za Charlotte Checkers již působil v sezónách 2008/09 a 2009/10 v lize ECHL ale nový tým Checkers působí v lize AHL. v Checkers odehrál pouhý jeden zápas, poté byl poslán zpět do Greenville Road Warriors. Za klub však setrval do 14. prosince 2010, kdy byl uvolněn na hostování do týmu Lake Erie Monsters. Po uplynutí měsíce se s klubem dohodl na standardní smlouvě a ukončení spolupráce s bývalým klubem Greenville Road Warriors. Lake Erie Monsters dokončil sezónu, s klubem postoupil do playoff ale vypadli hned v prvním kole (semifinálová divize).
11. července 2011 podepsal jednoletou smlouvu s klubem Hershey Bears, který působí v lize AHL.

## Ocenění a úspěchy
- 2011 ECHL – All-Star Game

## Prvenství
- Debut v NHL – 6. února 2014 (Washington Capitals proti Winnipeg Jets)
- První asistence v NHL – 6. února 2014 (Washington Capitals proti Winnipeg Jets)
- První gól v NHL – 8. února 2014 (Washington Capitals proti New Jersey Devils, americkému brankáři Cory Schneider)

## Klubové statistiky
| Sezóna         | Klub                        | Soutěž         |     | Základní část | Základní část | Základní část | Základní část | Základní část |   | Play off | Play off | Play off | Play off | Play off |
| Sezóna         | Klub                        | Soutěž         | Z   | G             | A             | B             | TM            | Z             | G | A        | B        | TM       |          |          |
| 2003–04        | Chicoutimi Sagueneens       | QMJHL          | 24  | 0             | 0             | 0             | 7             | 18            | 0 | 4        | 4        | 0        |          |          |
| 2004–05        | Chicoutimi Sagueneens       | QMJHL          | 65  | 7             | 11            | 18            | 61            | 17            | 4 | 4        | 8        | 23       |          |          |
| 2005–06        | Chicoutimi Sagueneens       | QMJHL          | 70  | 10            | 42            | 52            | 86            | 9             | 1 | 3        | 4        | 8        |          |          |
| 2006–07        | Chicoutimi Sagueneens       | QMJHL          | 68  | 10            | 43            | 53            | 52            | 4             | 1 | 2        | 3        | 8        |          |          |
| 2007–08        | Columbia Inferno            | ECHL           | 67  | 6             | 11            | 17            | 55            | 13            | 0 | 4        | 4        | 6        |          |          |
| 2008–09        | Charlotte Checkers          | ECHL           | 70  | 11            | 18            | 29            | 67            | 6             | 0 | 1        | 1        | 2        |          |          |
| 2009–10        | Charlotte Checkers          | ECHL           | 47  | 13            | 20            | 33            | 23            | 7             | 0 | 5        | 5        | 2        |          |          |
| 2009–10        | Providence Bruins           | AHL            | 3   | 0             | 1             | 1             | 0             | —             | — | —        | —        | —        |          |          |
| 2009–10        | Hartford Wolf Pack          | AHL            | 21  | 1             | 3             | 4             | 4             | —             | — | —        | —        | —        |          |          |
| 2010–11        | Greenville Road Warriors    | ECHL           | 25  | 11            | 12            | 23            | 8             | 1             | 0 | 0        | 0        | 0        |          |          |
| 2010–11        | Charlotte Checkers          | AHL            | 1   | 0             | 0             | 0             | 0             | —             | — | —        | —        | —        |          |          |
| 2010–11        | Lake Erie Monsters          | AHL            | 49  | 2             | 15            | 17            | 20            | 7             | 1 | 1        | 2        | 2        |          |          |
| 2011–12        | Hershey Bears               | AHL            | 74  | 7             | 14            | 21            | 24            | 3             | 0 | 1        | 1        | 4        |          |          |
| 2012–13        | Reading Royals              | ECHL           | 1   | 0             | 0             | 0             | 2             | —             | — | —        | —        | —        |          |          |
| 2012–13        | Hershey Bears               | AHL            | 61  | 2             | 5             | 7             | 35            | 5             | 0 | 3        | 3        | 0        |          |          |
| 2013–14        | Hershey Bears               | AHL            | 51  | 10            | 10            | 20            | 22            | —             | — | —        | —        | —        |          |          |
| 2013–14        | Washington Capitals         | NHL            | 10  | 1             | 1             | 2             | 0             | —             | — | —        | —        | —        |          |          |
| 2014–15        | St. John's IceCaps          | AHL            | 49  | 7             | 11            | 18            | 16            | —             | — | —        | —        | —        |          |          |
| 2014–15        | Winnipeg Jets               | NHL            | 1   | 0             | 0             | 0             | 0             | —             | — | —        | —        | —        |          |          |
| 2015–16        | Karlskrona HK               | SEL            | 52  | 5             | 12            | 17            | 32            | —             | — | —        | —        | —        |          |          |
| 2016–17        | Saint-Georges Cool FM 103.5 | LNAH           | 8   | 3             | 4             | 7             | 4             | —             | — | —        | —        | —        |          |          |
| 2016–17        | St. John's IceCaps          | AHL            | 57  | 3             | 10            | 13            | 14            | 4             | 0 | 0        | 0        | 0        |          |          |
| 2017–18        | EC Red Bull Salzburg        | EBEL           | 52  | 12            | 22            | 34            | 16            | 19            | 3 | 2        | 5        | 4        |          |          |
| 2018–19        | Pétroliers du Nord          | LNAH           | 22  | 3             | 12            | 15            | 24            | 4             | 1 | 0        | 1        | 2        |          |          |
| 2019–20        | Pétroliers du Nord          | LNAH           | 27  | 6             | 11            | 17            | 22            | —             | — | —        | —        | —        |          |          |
| Celkem v NHL   | Celkem v NHL                | Celkem v NHL   | 11  | 1             | 1             | 2             | 0             | —             | — | —        | —        | —        |          |          |
| Celkem v AHL   | Celkem v AHL                | Celkem v AHL   | 367 | 32            | 69            | 101           | 135           | 19            | 1 | 5        | 6        | 6        |          |          |
| Celkem v ECHL  | Celkem v ECHL               | Celkem v ECHL  | 210 | 41            | 61            | 102           | 155           | 27            | 0 | 10       | 10       | 10       |          |          |
| Celkem v QMJHL | Celkem v QMJHL              | Celkem v QMJHL | 227 | 27            | 96            | 123           | 206           | 48            | 6 | 13       | 19       | 39       |          |          |